# Raiden (Metal Gear)
Raiden (雷電), prawdziwe imię Jack – fikcyjna postać i jeden z bohaterów serii gier Metal Gear. Jest protagonistą drugiego, najdłuższego rozdziału Metal Gear Solid 2: Sons of Liberty zatytułowanej Plant. Został stworzony przez Hideo Kojimę. Pojawia się ponownie jako postać drugoplanowa w Metal Gear Solid 4: Guns of the Patriots, a w Metal Gear Rising: Revengeance jest w pełni głównym protagonistą, pojawia się także dodatkowo jako postać grywalna w Metal Gear Solid V; Ground Zeroes. Jest trzecią główną grywalną postacią serii po Solid Snake'u i Big Bossie.
Hideo Kojima przedstawił Raidena jako postać alternatywną dla Solid Snake'a, pokazując koncept serii z innej perspektywy. Jego nagłe pojawienie się w części drugiej nie obyło się bez kontrowersji z powodu mylących materiałów promocyjnych i całkowicie innego charakteru od doświadczonego bohatera z poprzednich gier z serii.
Raiden pojawia się w klipach dodanych do Metal Gear Solid 3: Subsistence promujących nadchodzącą wtedy część czwartą serii.
Raiden jest dodatkową postacią w PlayStation All-Stars Battle Royale. W grze użyto jego image'u z Revengence.